# Synonycha grandis
Coccinelle géante du bambou
Espèce
Synonycha grandis, communément appelée Coccinelle géante du bambou, est une espèce de coccinelles présente en Australie, en Océanie et en Asie du Sud,.

## Distribution
On la trouve en Chine, en Inde, au Sri Lanka, au Népal, en Indonésie, au Japon, en Malaisie, aux Philippines, à Taïwan, en Australie, à Trinité-et-Tobago, aux États-Unis et à Hawaï.